# Sedlo pod Bradou
Sedlo pod Bradou (660 m n.p.m.) – przełęcz w Sulowskich Wierchach, w Górach Strażowskich na Słowacji.
Znajduje się w grzbiecie Sulowskich Skał okalającym od zachodu Kotlinę Sulowską i miejscowość Súľov-Hradná. Przełęcz oddziela szczyt na którym znajduje się Zamek Súľov (652 m) od szczytu Brada (816 m).
Przełęcz jest porośnięta lasem. Krzyżują się na niej dwa szlaki turystyczne. Obydwa mają początek na parkingu w miejscowości Súľov-Hradná. Szlak zielony prowadzi przez Zamek Súľov, szlak czerwony krótszą trasą, z ominięciem Zamku Súľov. Można zatoczyć pętlę wychodząc do góry szlakiem zielonym i wracając czerwonym. Na przełęcz Pod Bradou można też wyjść spod kamieniołomu we wsi Jablonové, z przełęczy tej można też kontynuować dalszą wędrówkę Sulowskimi Skałami.

## Szlaki turystyczne
Súľov-Hradná parking – Lúka pod Súľovským hradom – Sedlo pod Bradou. Odległość 3 km, suma podejść 295 m, suma zejść 5 m, czas przejścia 1:05 h, z powrotem 50 min.
  Súľov-Hradná, parking – Zamek Súľov – Luka pod Sulovskym hradom – Sedlo pod Bradou – Jablonové, kamieniołom. Odległość od parkingu w Súľov-Hradná do Sedlo pod Bradou 3,1 km, suma podejść 395 m, suma zejść 105 m, czas przejścia 1:40 godz.

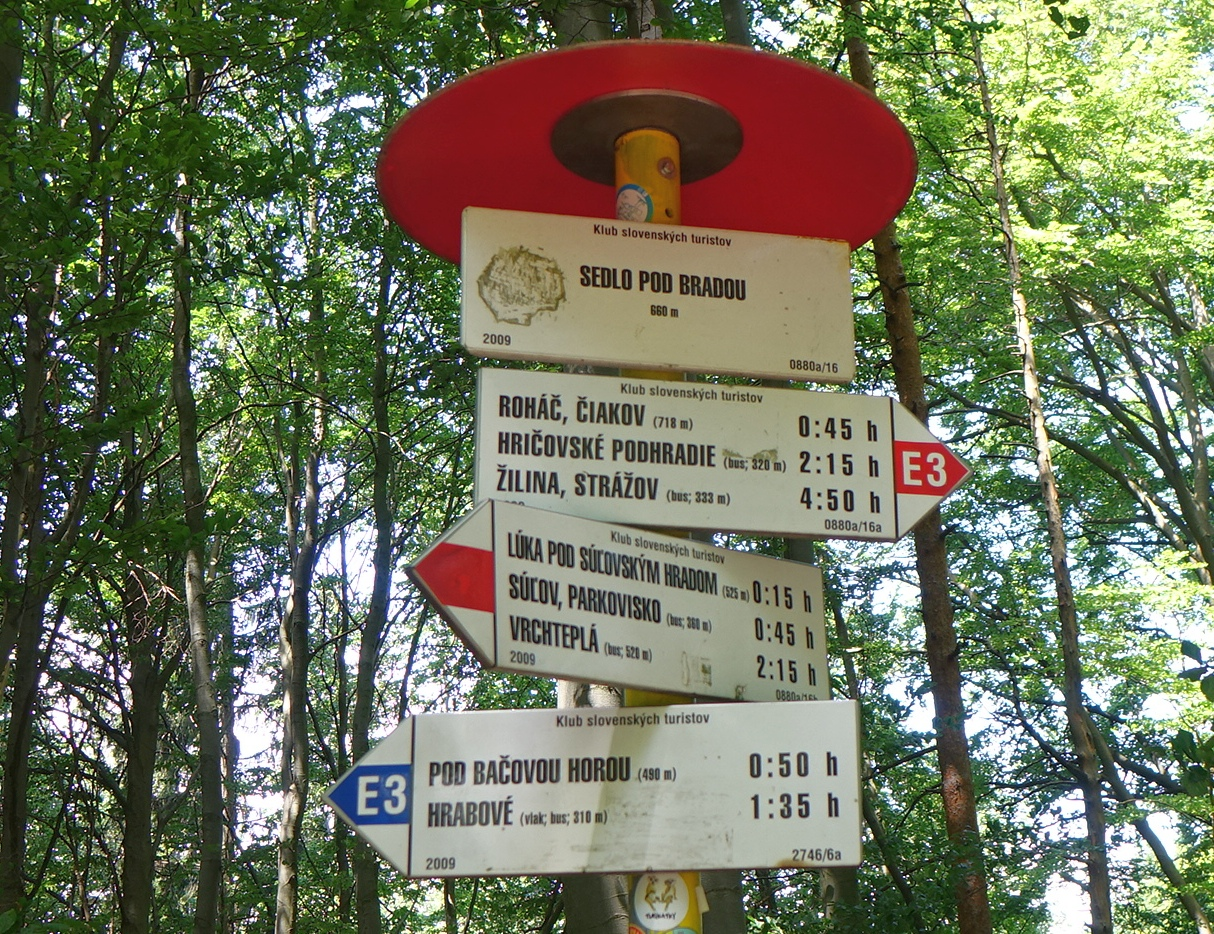